# Saint-Martin-lès-Seyne

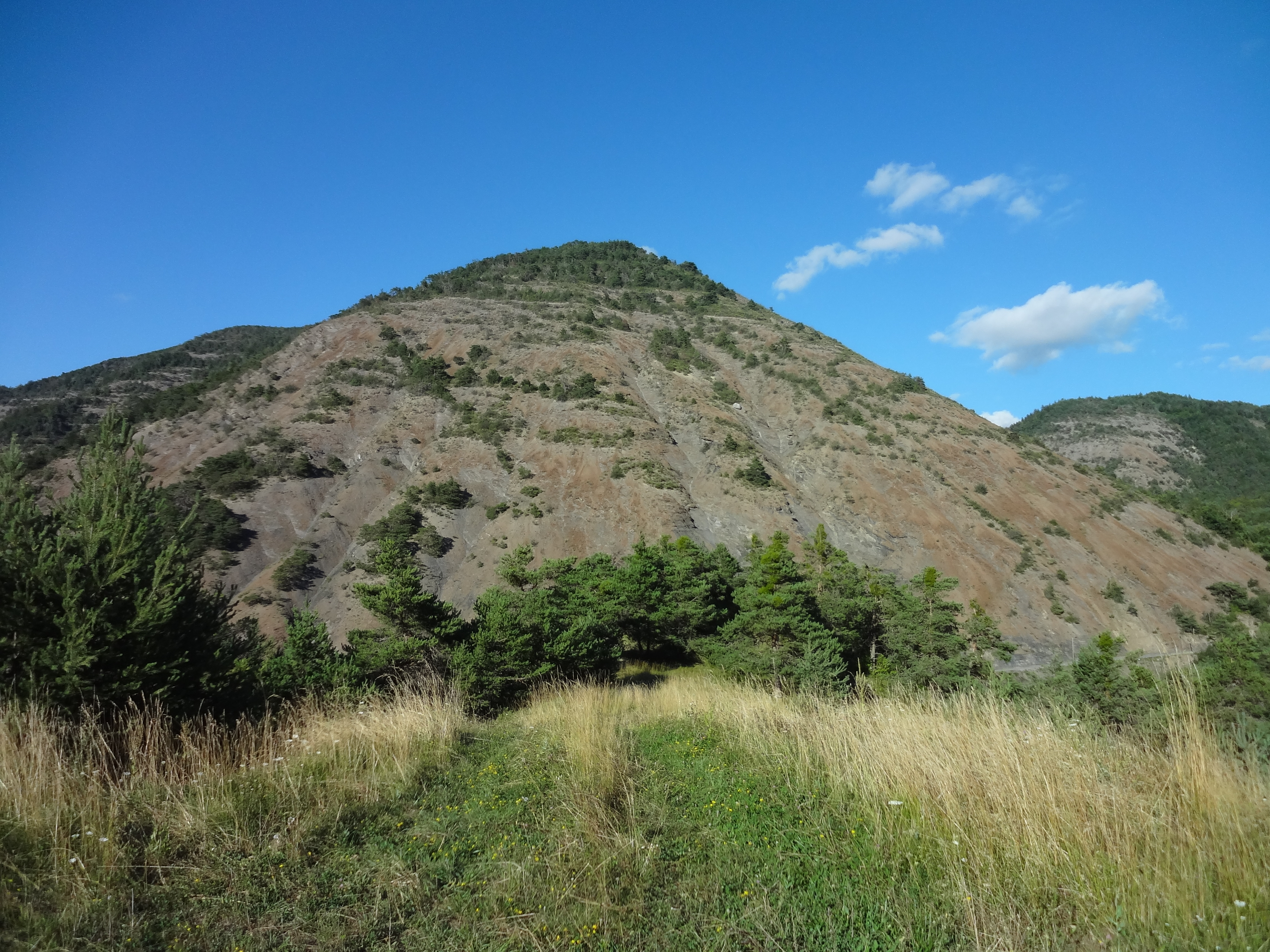
Saint-Martin-les-Seyne - Südspitze von Vendréou (2013)

Saint-Martin-lès-Seyne ist eine französische Gemeinde mit 9 Einwohnern (Stand 1. Januar 2022) im Département Alpes-de-Haute-Provence in der Region Provence-Alpes-Côte d’Azur. Sie gehört zum Arrondissement Digne-les-Bains und zum Kanton Seyne.

## Geographie
Die Gemeinde befindet sich in den französischen Seealpen und grenzt im Norden an Ubaye-Serre-Ponçon mit La Bréole (Berührungspunkt), im Osten an Selonnet, im Süden an Bayons, im Südwesten an Bellaffaire (Berührungspunkt) und im Westen an Bréziers. Das Dorf liegt auf 1100 m.

## Bevölkerungsentwicklung
| Jahr      | 1962 | 1968 | 1975 | 1982 | 1990 | 1999 | 2008 | 2014 |
| --------- | ---- | ---- | ---- | ---- | ---- | ---- | ---- | ---- |
| Einwohner | 52   | 41   | 34   | 29   | 15   | 22   | 20   | 12   |